# Ofensywa na Sri Lance (2008–2009)
Ofensywa na Sri Lance (2008–2009) – ostatnia faza wojny domowej na Sri Lance, trwającej od 1983 roku między wojskami Sri Lanki (SLA) a separatystami Tygrysów Wyzwolenia Tamilskiego Ilamu. Ofensywa zaczęła się w styczniu 2008, kiedy armia lankijska chciała przełamać ostatnie linie obronne rebeliantów w północnej części wyspy.
Po klęsce Tamilów na wschodzie Sri Lanki w lipcu 2007, rebelianci zajmowali północne sektory Cejlonu.

## Ofensywa

### I faza ofensywy
2 stycznia 2008 rząd Sri Lanki wycofał się z porozumienia o zawieszeniu broni (CFA) we wspomnianej części wyspy, podpisanego 22 lutego 2002. Wcześniej Lankijczycy przyjęli nową taktykę działań bojowych. Armia otworzyła kilka frontów na obszarach kontrolowanych przez rebeliantów.
Pierwszym celem wojsk Sri Lanki był Elephant Pass. W czasie zdobywania zapoczątkowanego celu 57., 58. oraz 59. Dywizja armii lankijskiej walczyła w rejonie Jaffna, wokół Muhamalai, Nagarcoil oraz Kilali, natomiast 53. i 55. Dywizja prowadziła rajd wzdłuż miast Kilaly-Muhamaalai-Nagar Kovil odzyskując stracone tereny.
Pod koniec lutego 2008 armia rządowa zdołała zniszczyć co najmniej 250 bunkrów Tygrysów.
Ciężkie walki wybuchły 20 lutego 2008, kiedy to zginęło 92 rebeliantów i 3 żołnierzy. 20 mundurowych Lankijczyków zostało rannych, tego dnia zniszczono 5 bunkrów. W walce żołnierzy wspomagały śmigłowce Mi-24.
W tym czasie armia robiła postępy w walce o Elephant Pass, zajmując okoliczne tereny.
Kolejną serię bardzo intensywnych walk datuje się na 5 marca. Wtedy wzdłuż granicy terenów kontrolowanych przez Tamilów ustawiono czołgi oraz artylerię. W czterodniowych walkach zginęło 84 rebeliantów i 11 żołnierzy. W tych dniach zniszczono 9 bunkrów, lecz Tamilowie dobudowali w tym czasie 4 nowe bunkry. 22 marca 2008 w ataku samobójczym wymierzonych w lankijską marynarkę życie straciło 10 marynarzy Sri Lanki. Ich ciał nie udało się jednak odzyskać.
Na początku kwietnia w wyniku ulewnych deszczów i tropikalnych chorób operacja ustała. Około 500 żołnierzy trafiło do szpitali z objawami chorób. W drugiej połowie kwietnia walki wznowiono, a głównym celem było niszczenie bunkrów.

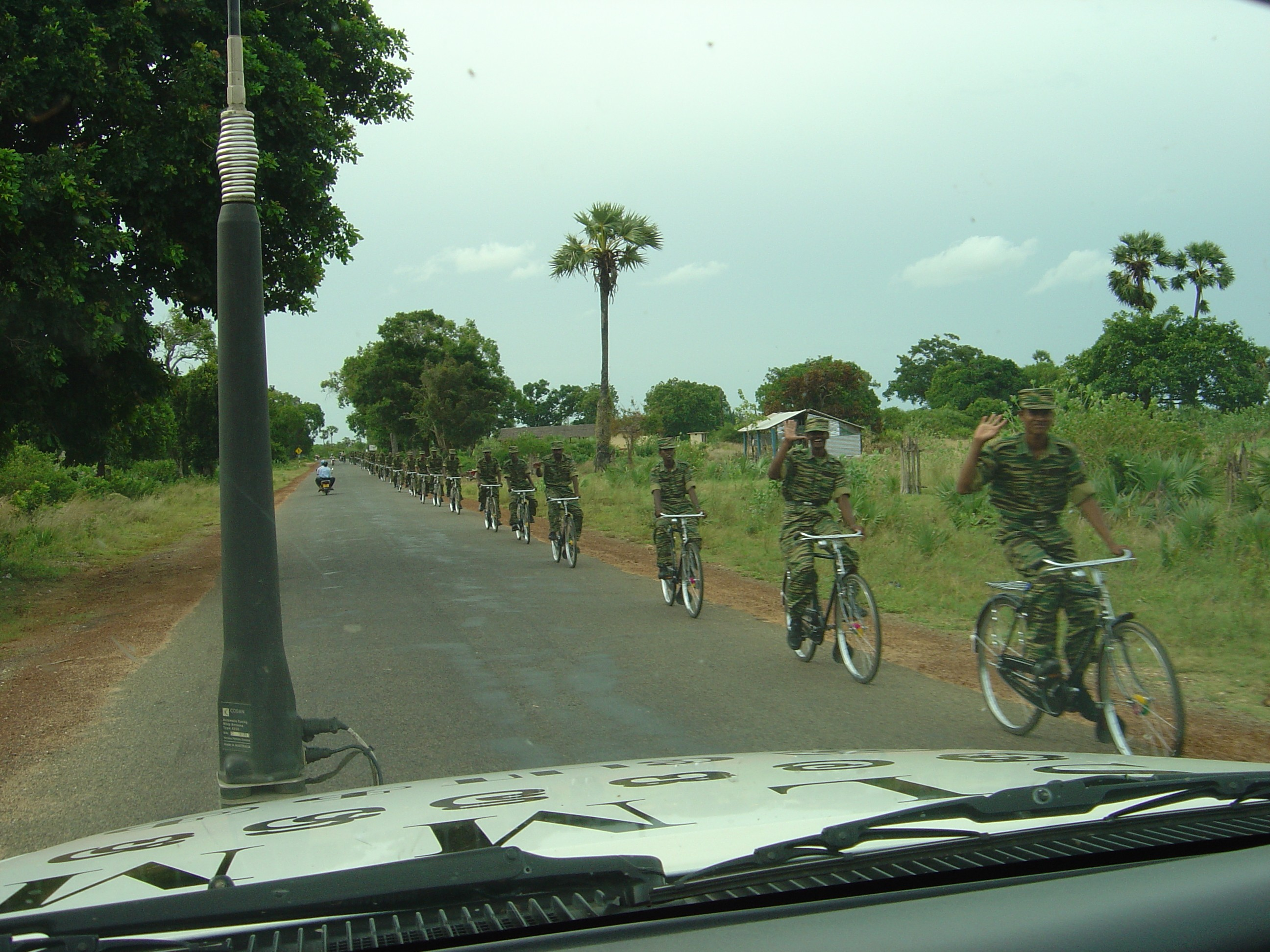
Tamilskie Tygrysy

20 kwietnia 2008 bomba wysadzona przez rebeliantów, zabiła katolickiego księdza, który zarazem był działaczem praw człowieka na Sri Lance.
23 kwietnia 2008 miała miejsce krwawa bitwa na płw. Jaffna. Jak zwykle wrogie strony podały odmienne liczby strat starcia. Według sił lankijskich zginęło aż 165 żołnierzy, 84 rannych, 20 zostało uznanych za zaginionych. To największa liczba ofiar od początku IV Ealam, czyli od 2006 roku. Z kolei Tamilowie podali, że stracili 25 ludzi, a zabili 129 żołnierzy oraz ranili 55. Dwa dni później doszło do eksplozji w zatłoczonym autobusie w stolicy Sri Lanki – Kolombo. Zginęło 24 pasażerów.
17 maja 2008 SLA zdobyły miasto Palampiddi, kontrolowane dotychczas przez rebeliantów. Na przełomie maja i czerwca 2008 ciężkie walki lądowe ucichły. W tym czasie armia Sri Lanki przeprowadzała zmasowane naloty na stanowiska Tamilów.
6 czerwca 2008 w ataku Tamilów w Kolombo zginęło 23 cywili, 70 odniosło rany. 16 czerwca 2008 w kolejnym zamachu zginęło 12 osób, a 40 zostało rannych.
Co najmniej 52 Tamilskich Tygrysów zginęło w ofensywie wojsk rządowych w północnej Sri Lance w dniach 21 czerwca – 22 czerwca 2008. Poprzez ataki z ziemi, morza i powietrza na bastion rebeliantów rząd chce zakończyć trwającą już ćwierć wieku wojnę domową.
Rzecznik armii lankijskiej poinformował, że do starć z rebeliantami dochodziło w czterech punktach na północy kraju – w rejonach miast Mannar, Vavuniya, Welioya i Dżaffny. Tylko 22 czerwca 2008 miało w nich zginąć 33 tamilskich rebeliantów i sześciu żołnierzy sił rządowych. Informacji o stratach nie potwierdziły źródła tamilskie.
Na ich stronie internetowej można z kolei przeczytać, że ciężkie straty poniosła armia rządowa. – 18 żołnierzy zginęło, a ponad 31 zostało rannych w walkach – donoszą Tamilowie.
W walkach 28 czerwca 2008 w okręgu Mannar zginęło 44 separatystów i 2 żołnierzy rządowych.

Prowincja Mannar

Dowództwo wojsk Sri Lanki podało 16 lipca 2008, że zdobyło nadmorskie miasto Vidattaltivu w dystrykcie Mannar. To miasto było bazą Morskich Tygrysów, czyli oddziału Tamilów, działających na morzu.
Vidattaltivu uważane było za centrum dostaw przemytu z Indii poprzez Cieśninę Palk.
Miasto został zdobyte przez 58. Dywizję Commando Brigade. Bojownicy LTTE wycofali się ze straconego miasta, udając się w kierunku Iluppakkadavai. Lankijczycy udali się w pościg za rebeliantami. W walce, w której posługiwano się ogniem artylerii oraz rakietami zginęło 30 rebeliantów przy jednym zabitym wojskowym Sri Lanki. Zajęcie Vidattaltivu odcięło Tamilom drogę łączącą okręgi Mannar-Poonaryn.

### Walki o twierdze tamilskie
2 września 2008 wojska lankijskie zajęły miasto Mallavi. Za panowania LTTE, Mallavi było potocznie nazywane centrum energii. W czasie walk o miasto zginęło 20 żołnierzy i 100 rebeliantów. Tego samego dnia siły bezpieczeństwa przeszły do kontrataku na linii straconych bunkrów. W czasie ataku wojskowego zginęło 52 Tamilów, 62 zostało rannych. W walkach poległo też kolejnych 7 żołnierzy (50 rannych). Z kolei Tamilowie twierdzą, że zabili 75 wojskowych i ranili 100.
Po zajęciu Mallavi rozpoczęły się przygotowania do bitwy o stolicę rebeliantów – Kilinochchi.
9 września 2008 tzw. Czarni Tygrysi, czyli zamachowcy-samobójcy przeprowadzili atak na bazę wojskową Vavuniya. W ataku zginęło 12 żołnierzy, 11 rebeliantów oraz policjant i cywil.
Od początku września 2008 trwała bitwa o Nachchikuda. Walczono na lądzie, jak i na morzu. Ten port morski padł 30 października 2008, a w czasie walk zginęło co najmniej 29 wojskowych Grupy Uderzeniowej i ok. 100-200 rebeliantów.

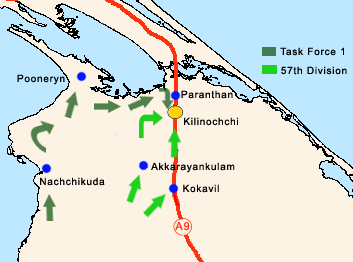
Szlak bojowy 57 Dywizji oraz Grupy Uderzeniowej

12 października 2008 armia lankijska zatrzymała się 2 km od Kilinochchi. Rebelianci spodziewając się ataku przygotowali liczne punkty oporu: bunkry, okopy, rowy, pułapki oraz zasadzki w dżungli otaczającej miasto. W Kilinochchi rozpoczęto ewakuacje szpitali, banków i wielu innych instytucji rządowych do Tharmapuram, miejscowości oddalonej o 13 km od miasta. 57 Dywizja 18 października 2008 zdobyła Akkarayankulam, dużą wieś położoną na południowy zachód od Kilinochchi. Obie grupy – 57. Dywizja oraz Grupa Uderzeniowa rozpoczęły natarcie z zachodniej części kraju po zajęciu Nachchikuda, natomiast 57. Dywizja zbliżała się do Kilinochchi z południa i zachodu, natomiast wydzielona Grupa Uderzeniowa rozpoczęła obchodzenie pozycji rebeliantów od strony północnej, po drodze niszcząc lokalne punkty oporu.
Przed rozpoczęciem decydującego uderzenia na miasto w dniach 18–20 października 2008 SLA rozpoczął ataki artyleryjskie. Wcześniej Lankijskie Siły Powietrzne przeprowadzały naloty na pozycje zajmowane przez rebeliantów. W tych dniach wojsko lankijskie podeszło do próby przełamania linii obrony LTTE przed miastem. Tym razem to 3 razy więcej ofiar odnotowano po stronie armii rządowej, mianowicie 36 do 12 zabitych. Ten bilans ofiar wziął się zapewne z tego, że rebelianci użyli gazów trujących, a także atakowali wroga z zaskoczenia w dżungli.
Właściwy atak wojsk rządowych na Kilinochchi rozpoczął się 23 października 2008. Plany armii oprócz nowych metod walk Tamilów, pokrzyżowały też monsunowe opady. Z powodu warunków atmosferycznych m.in. lankijskie lotnictwo zostało zmuszone przerwać operację nad miastem. W strefie walk odnotowano potężne powodzie obejmujące okolice Kilinochchi. W czasie gdy walki zostały przerwane, ewakuowano wszystkich mieszkańców Kilinchchi. Rebelianci w tym czasie przygotowywali pozycje obronne w mieście i infrastrukturę mogącą wspierać obronę miasta.
Jednakże panujący monsun nad Cejlonem nie oznaczał chwilowego rozejmu na wyspie. Walczono na północno-zachodnim wybrzeżu. W wyniku tamtejszej operacji 17 listopada padły 3 tamilskie miasta: Mankulam, Pannikankulam i Pooneryn. Mankulam i Pooneryn były kontrolowane przez Tamilów od 1999 roku. W czasie bitwy o Pooneryn zginęło 54 żołnierzy, kolejnych 350 odniosło rany.
W tym samym czasie walki toczyły się na trzecim froncie pod Muhamala. O intensywności walk może świadczyć liczba ofiar między 16 a 19 listopada 2008 – 200 zabitych, 700 rannych. Wojska podały, że właśnie na tym trzecim froncie na płw. Jaffna stracili 2 bataliony. Mimo tak dużej liczby ofiar 20 listopada przełamano pierwszą linię obrony separatystów pod Muhamala.

Lokalizacja Kilinochchi

Pod koniec listopada kontynuowano bitwę o główną twierdzę Tamilów. Dnia 10 grudnia 2008, LTTE ogłosiło zwycięskie odparcie atakujących w pierwszej fazie bitwy, z rąk rebeliantów życie miało stracić 90 żołnierzy. Jednakże SLA zaprzeczyła tak wysokim stratom we własnych szeregach, jednocześnie informując o straconych 20 żołnierzach przy liczbie 27 zabitych rebeliantów. 16 grudnia 2008 rozpoczęła się ostatnia faza walk o Kilinochi. Wówczas wojska lankijskie wyrobiły sobie niepodważalną przewagę nad Tamilami, którzy byli w krytycznej sytuacji. By zdobyć tę przewagę SLA przeprowadziło szturm z trzech kierunków jednocześnie, który kosztował życie 130 żołnierzy i ponad 300 rannych. Nie można jednak uznać, że była to już ostateczna klęska Tamilów mimo kolejnych taktycznych porażek, ponieważ ta liczba ofiar Lankijczyków wzięła się stąd, że atak został zahamowany w ostatniej fazie przez LTTE. Jednakże rzecznik armii zaprzeczył tak dużej liczbie strat w starciu artyleryjskim, mówiąc o 25 żołnierzach zabitych, 18 zaginionych i 160 rannych we własnych szeregach, podczas gdy Tamilskie Tygrysy miały stracić 120 zabitych.
Dnia 20 grudnia, LTTE wykonało kontruderzenie na siły SLA przygotowujące się do ataku na wieś Iranamadu, położoną na południe od Kilinochchi. Rebelianci ogłosili zabicie co najmniej 60 żołnierzy wroga, ale te doniesienia były ponownie zakwestionowane przez wojsko, które poinformowało o 12 zabitych i 12 zaginionych.
Tamilskie Tygrysy zaczęły wycofać się z Kilinochchi na wieść o upadku Paranthan w dniu 31 grudnia 2008 r. oraz postępującym okrążeniu miasta. 2 stycznia 2009 armia Sri Lanki wkroczyła do miasta z dwóch stron przy minimalnym oporze ze strony rebeliantów wycofujących się w pobliską dżunglę. Ten dzień uważa się za zdobycie stolicy Tamilów. Zajęcie Kilinochchi przez naszych żołnierzy to historyczne zwycięstwo narodu, nad Kilinochchi powiewa narodowy sztandar Sri Lanki – poinformował rzecznik rządu Maithripala Sirisena.
Tymczasem kilka minut po zajęciu miasta, w stolicy Sri Lanki Kolombo wybuchła bomba przed główna kwaterą powietrznych sił armii lankijskiej. Zginęły 2 osoby, a 30 zostało rannych.
3 stycznia 2009 co najmniej 3 osoby zostały ranne w innym zamachu, który miał miejsce na rynku Pettah. 6 stycznia 2009 grupa uzbrojonych napastników zaatakowała i uszkodziła studio Telewizji Maharaja Broadcasting Network w Pannipitiya zarzucając telewizji stronniczość w relacjonowaniu konfliktu.
Triumf w Kilinochchi nie oznaczał końca starć w północnej części wyspy. Tego dnia wojsko podało, że kolejnym celem jest miasto Mullaitivu, o które zaczęły się boje. Inny oddział armii lankijskiej wyruszył na półwysep Jaffna. 9 stycznia 2009, SLA uchwyciło strategicznie ważny obszar, łączący półwysep Jaffna z lądem.
Przed samym natarciem na Mullaitivu, zostały zrzucone ulotki, wzywające ludność cywilną do opuszczenia miasta oraz udania się do kontrolowanych przez rząd „bezpiecznych stref”.
24 stycznia 2009 roku LTTE wysadziło zapory, powodując zalanie obszarów otaczających miasto. Rebelianci zbudowali także bariery ziemne otaczające miasto, które miały za zadanie utrudnić użycie czołgów.
Siły rządowe wkroczyły do miasta 25 stycznia 2009 po zaciętej próbie oporu ze strony LTTE. Wojska lądowe zostały wsparte podczas przeprowadzania operacji przez uzbrojony helikopter należący do sił powietrznych Sri Lanki. Przeprowadzono także mały desant w zachodniej części Mullaittivu, przy użyciu małych łodzi. Pozostałości wojsk LTTE rozproszyły się na obszarze między osadami Vishwamadhu a Puthukkudiyiruppu, które w kolejnej fazie ofensywy został zajęte przez SLA.

### Zacieśnianie się terenów tamilskich
Na początku lutego zaczęła się bitwa o ostatnią bazą rebeliantów w północnej części Ilamu. Po pięciu dniach intensywnej walki, 55. Dywizja piechoty kierowana przez brygadiera Prasanna Silva 6 lutego 2009 przejęła kontrolę nad ostatnim przyczółkiem Tamilskich Tygrysów w tej części wyspy. W wyniku przegranej bitwy obszar kontrolowany przez LTTE zmniejszył się o 200 kilometrów kwadratowych.
W dniach 5–8 marca 2009 w okolicach Vishwamadhu i Puthukkudiyiruppu miał miejsce krwawy rajd wojsk rządowych, w wyniku którego śmierć poniosło 25 rebeliantów, 100 żołnierzy oraz 300 cywilów znajdujących się w strefie walk. Po tych walkach Tamilowie kontrolowali 30 km² Cejlonu.
10 marca 2009 Czarne Tygrysy zaatakowały pozycję artylerii Lankijczyków w Thearaavil, 18 km od Puthukkudiyiruppu. W wyniku tego kompletnie zniszczonych zostało 6 platform artyleryjskich oraz śmierć poniosło 50 żołnierzy Sri Lanki, w tym 3 komandosów. W wyniku walk w kolejnych dniach w szereg tamilskich bojówek wchodziło jeszcze 1500 rebeliantów oraz 28 km² kontrolowanego terenu.
W wyniku artyleryjskich ostrzałów między 18 a 26 marca 2009 zginęło 420 cywili, a więcej niż 660 odniosło rany.
30 marca 2009 miała miejsce bitwa morska pod Chalai. W sześciogodzinnym starciu zatopiono 4 łodzie rebeliantów i zabito 26 Morskich Tygrysów. Zginęło także 3 marynarzy lankijskich.
Między 1 a 5 kwietnia 2009 SLA zabiło 525 rebeliantów i zajęło Puthukkudiyiruppu. W kwietniu toczyły się ostateczne boje, ginęli głównie cywile pozostający w strefie walk. Z dnia na dzień rebelianci kontrolowali coraz mniej obszarów w dżungli na wschodnio-północnym wybrzeżu.
20 kwietnia 2009 rozpoczęły się masowe ucieczki cywilów ze strefy wojny. W ciągu 3 dni uciekło ponad 100 tys. cywilów. Wówczas rebelianci kontrolowali 13km² wyspy. Kolejne setki cywilów uciekało przez pierwsze dni maja.

### Ostateczna bitwa
W ostatecznych walkach między 7 a 9 maja 2009 zginęło ponad 1000 cywili. 9 maja 2009 wieczorem w wyniku ostrzału artyleryjskiego zginęło 378 cywili, natomiast tamilskie źródła podają, że podczas krwawej łaźni mogło zginąć nawet 2000 cywili. Inne źródła podały, że poległo 1000 cywilów. Tego dnia 53. oraz 58. Dywizja zdobyła wioskę Karaiyamullivaikal. Dokładną liczbę ofiar trudno było oszacować, ponieważ do stref walk nie wpuszczano dziennikarzy. Podobne ataki pod Visuamadu prowadzone przez 57. Dywizję były prowadzone dzień później. Podczas krwawej łaźni rebelianci kontrolowali niespełna 2 km², na których przebywało nadal ok. 60 tysięcy cywilów i ok. 500-800 bojowników LTTE. Kolejna masakra ludności odbyła się 12 maja 2009 rano, kiedy to rakiety spadły na szpital. Zginęło ok. 50 cywilów.
Od 15 maja 2009 masowo zaczęto ewakuować pozostających w strefie walk cywilów. Uchodźcy chowali się w bunkrach, nie mieli dostępu do wody pitnej ani żywności, natomiast ranni nie byli objęci dostateczną opieką medyczną. Armia Sri Lanki 16 maja 2009 otoczyła separatystów i odcięła im drogę ucieczki, zarówno na lądzie, jak i na morzu zajmując tereny nadmorskie wokół Vellamullivaikkal po raz pierwszy od 1983. Z rebeliantami był przyblokowany ich lider – Velupillai Prabhakaran. W międzyczasie uwolniono 12 tys. cywilów. Rząd Sri Lanki zapowiedział wówczas, że wojna będzie trwać jeszcze 48 godzin, a prezydent Sri Lanki Mahinda Rajapaksa już ogłosił zwycięstwo.
Od tego momentu Tamilowie przeprowadzali masowo zamachy samobójcze. Wśród Czarnych Tygrysów było kilka ważnych osobistości organizacji. Z kolei ok. 70 rebeliantów, którzy podjęli ucieczkę z oblężenia zostało zabitych przez żołnierzy. Obawiano się, że rebelianci popełnią masowe samobójstwo zabijając przy tym cywilów, jednak do 17 maja 2009 uwolniono wszystkich cywilów – ok. 50 tys. 17 maja 2009 Tamilowie ogłosili zawieszenie broni. Wtedy rebelianci byli rozlokowani na terenie 400mx600m w dżungli niedaleko Vellamullaivaikkal. 18 maja 2009 w nocy Velupillai Prabhakaran dowódca Tamilów został zabity podczas ataku rakietowego ok. 3. w nocy, kiedy próbował uciec z osaczonego terytorium. Podobny los tej nocy spotkał innych 250 rebeliantów. 18 maja Dywizje 53., 57. oraz 58. wkroczyły na teren 100mx100m w dżungli na północ od Vellamullaivaikkal usuwając stamtąd ostatnich 350 rebeliantów LTTE. Operacja eliminowania ostatnich bojowników pod dowództwem pułkownika G. V. Ravipriya trwała do 18:30. Dzień później prezydent kraju ogłosił śmierć Prabhakarana, którego ciało pokazano w mediach. Dzień 18 maja 2009 był ostatnim w wojnie domowej na Sri Lance trwającej od 23 lipca 1983 roku. Podczas wojny zginęło ok. 90 tys. ludzi, z czego od 20 tys. do nawet 40 tys. cywilów, w trakcie wyżej opisanej lankijskiej ofensywy. Ponad 2 tys. osób zginęło w ostatnich 10 dniach walk, co stanowi 2,2% ogółu ofiar wojny.

## Skutki i kwestia łamania praw człowieka
Wojna ta stanowiła precedensowy przykład skutecznego unicestwienia separatystycznego ugrupowania zbrojnego za pomocą konwencjonalnych działań wojennych. Takiego wyczynu żaden inny rząd nie zdołał powtórzyć w czasach nowożytnych. Dopuszczano się masowych zbrodni wojennych. Najpoważniejszym problemem w powojennych dziejach Sri Lanki okazało pojednanie między Tamilami i Syngalezami. Ex-rebelianci, którzy poddali się rządowi, przeszli dwuletni program rehabilitacji. Kobiety i nastoletnich chłopców, którzy zostali zaciągnięci do walki z armią narodową, przeszli m.in. szkolenia zawodowa w zakresie stolarki, murarki i hydrauliki, by ułatwić im start do życia w czasach pokoju.
Po zakończeniu wojny doszło też do ostrego sporu politycznego między bohaterami narodowymi – prezydentem Mahinda Rajapaksa oraz dowódcą armii Sarathem Fonseką, którzy w styczniu 2010 wystartowali w wyborach prezydenckich. Fonseka jako bohater narodowy po zakończeniu wojny domowej ubiegał się o fotel prezydenta w wyborach prezydenckich z 2010. Przegrał w nich z urzędującym prezydentem Mahindą Rajapaksą. Po wyborach rząd oskarżył go o wyjawienie wrażliwych informacji wojskowych oraz planowanie zamachu stanu i zabójstwa prezydenta Rajapakse i jego rodziny. Wytoczono mu procesy, które zostały odroczone.
25 kwietnia 2011, ONZ opublikowała raport dot. ostatniej fazy wojny domowej. Dokument oskarżył rząd o wymordowanie dziesiątków tysięcy cywili. Siły rządowe umyślnie ostrzeliwały szpitale, budynki ONZ oraz Czerwonego Krzyża. Żołnierze rozstrzeliwali jeńców i gwałcili kobiety. ONZ wezwała ponadto do niezależnego śledztwa z powodu zajścia zbrodni wojennych, a nawet zbrodni przeciwko ludzkości. Również działania pokonanych Tamilów zostały skrytykowane. Rebelianci używali cywilów jako żywe tarcze. W oświadczeniu rządu Sri Lanki odrzucono wnioski sformułowane przez autorów raportu. Skomentowano je jako stronnicze i fałszywe.
Organizacje humanitarne oskarżyły wojska lankijskie o zabicie nawet 40 tys. cywilów. W trakcie trwania operacji wojsko nie zapewniało bezpieczeństwa pracownikom ONZ, którzy byli wręcz zastraszani przez władze z Kolombo. Z tego powodu pracownicy tejże organizacji wycofali się ze strefy walk we wrześniu 2008. W związku z tym nie zapobiegnięto śmierci dziesiątek tysięcy cywilów. Samo ONZ raportuje, iż „wydarzenia na Sri Lance były dotkliwą porażką dla Organizacji Narodów Zjednoczonych”.
15 czerwca 2011 światło dzienne ujrzały nowe dokumenty dot. ostatniej fazy lankijskiej wojny domowej. Na jednym z nagrań widać jak żołnierze dokonują egzekucji na pojmanych Tamilach. Ponadto ukazane są ciała cywili oraz zwłoki zgwałconych kobiet. Prezydent Mahinda Rajapaksa uznał je za sfabrykowane. Ujawniono również zdjęcie pojmanego w trakcie ostatnich walk 12-letniego syna dowódcy LTTE – Balachandrana Prabhakarana. Na pierwszym zdjęciu chłopiec siedzi na ławce, jednak kilka godzin później został zastrzelony z zimną krwią przez lankijskich żołnierzy, co pokazywało drugie zdjęcie.
18 listopada 2011, dowódca wojsk lankijskich podczas wojny domowej Sarath Fonseka, został skazany przez sąd w Kolombo na 3 lata więzienia za zarzucenie w wywiadzie ministrowi obrony Gotabhayi Rajapaksie, że nakazał zabicie Tamilskich Tygrysów poddających się wojskom rządowym w ostatniej bitwie wojny domowej w maju 2009.